# Ambasada RP w Ankarze
Ambasada Rzeczypospolitej Polskiej w Ankarze (tur. Polonya Cumhuriyeti Ankara Büyükelçiliği) – polska misja dyplomatyczna w stolicy Turcji.

## Struktura placówki
- Wydział Polityczno-Ekonomiczny
- Wydział Konsularny
- Referat Administracyjno-Finansowy
- Ataszat Obrony

## Historia
Archiwa MSZ Turcji wymieniają polskich przedstawicieli w Imperium Osmańskim już od 1414. Ostatni przedrozbiorowy polski przedstawiciel pełnił swą misję w 1793. Czterech dyplomatów reprezentowało władze powstańcze (po dwóch w czasie powstań listopadowego i styczniowego). Pierwszy delegat II Rzeczypospolitej, Witold Jodko, został mianowany w 1920.
W 1923 zamknięto Delegaturę Rządu RP przy Wysokiej Porcie w Konstantynopolu. Poselstwo RP w Ankarze, nowej stolicy Turcji, ustanowiono w czerwcu 1924. W okresie przejściowym działał tylko oddział konsularny. 3 maja 1927, na przekazanej przez rząd turecki działce, poświęcono kamień węgielny pod budowę przedstawicielstwa w Ankarze. Położył go prezydent Republiki Turcji Mustafa Kemal Atatürk. Ukończony w 1929 budynek ambasady w stylu polskiego dworu nawiązuje do warszawskiego Belwederu. Polski styl ma również położony przy budynku ogród. Budowa siedziby w nowej stolicy miała duże znaczenie polityczne. Podkreślała wiarę w trwałość nowych rządów w Turcji. W tym czasie przedstawicielstwa Francji, Wielkiej Brytanii, Stanów Zjednoczonych i Włoch mieściły się w wynajętych willach, gdyż państwa te nie myślały wtedy o budowie stałych ambasad.
W 1930 wzajemne stosunki dyplomatyczne podniesiono do rangi ambasad.

## Konsulaty
- Konsulat Generalny RP w Stambule

Polskie konsulaty honorowe w Turcji działają w Antalyi, Bursie, Izmirze, Gaziantepie i Mersinie.